# 江上绫乃
江上绫乃（1980年4月1日—）是一名日本女子花样游泳运动员。她曾参加了2000年悉尼奥林匹克运动会，并在比赛中获得女子花样游泳比赛团体银牌。